# După înmormântare
După înmormântare (în engleză After the Funeral) este un roman thriller polițist de Agatha Christie cu detectivul fictiv Hercule Poirot. A apărut în martie 1953 la editura Dodd, Mead & Co sub titlul Funerals are Fatal. Romanul a fost ecranizat în 1963 sub denumirea Crimă la galop (cu Margaret Rutherford ca Miss Marple în locul lui Poirot) sau în 2005 ca Hercule Poirot: După înmormântare. Versiunea tipărită în 1963 de editura britanică Fontana Books a schimbat titlul în Murder at the Gallop pentru a coincide cu titlul filmului regizat de George Pollock.